# Дамасская весна
Дамасская весна (араб. ربيع دمشق‎, Rabīʻi Dimashq) – медийное название ряда политических и общественных процессов в Сирии, которые прошли в условиях политической нестабильности, наступившей в связи со смертью президента Хафеза Асада в июне 2000 года и продолжавшиеся до осени 2001 года.

## Принятие Манифеста 99-и и Манифеста 1000-и
Наступление идеолого-политического кризиса в стране, усугублённые регулярными антиправительственными демаршами оппозиционных сил проходили в условиях перехода властных полномочий от Хафеза Асада к его сыну Башару Асаду. Летом 2000 года первый вице-президент САР Абдель Халим Хаддам, который временно исполнял обязанности президента, присвоил Башару Асаду звание генерал-лейтенанта, после чего последовало его назначение верховным главнокомандующим вооружённых сил Сирии. Первые значимые события гражданского неповиновения начались 27 сентября 2000 года в связи с принятием Манифеста 99-и, которое было принято 99 сирийскими авторитетными учёными, деятелями искусства, политиками и общественными активистами. Они призывали к прекращению состояния чрезвычайного положения в стране (длившегося с 1963 года, с момента революционного прихода к власти партии Баас), а также призывали освободить политических заключённых.
 
В Заявлении оговаривалось требование разрешить всем ссыльным и политическим репрессированным вернуться в страну, а также призыв к свободе манифестации мнения и свободе собраний. Во многом Заявление 99-и было инспирировано оппозиционными силами Сирии, которые пользовались поддержкой Запада. Среди видных деятелей, подписавших Заявление 99-и, были сирийский писатель и мыслитель Абдулразак Эйд, сирийский правозащитник и адвокат Анвар аль-Бунни, писатель, поэт и драматург Мамдух Адван, писатель и романист Хайдар Хайдар и Мишель Кило, христианский правозащитник, один из наиболее авторитетных деятелей сирийской оппозиции в 1990-е годы. Вскоре после принятия Заявления 99-и участниками сирийского оппозиционного движения был основан Комитет гражданского общества, который вскоре получил идеолого-дипломатическую поддержку ряда западных государств. 
Затем, в январе 2001 года, было принято более резонансное Заявление 1000-и, которое было подписано тысячью видных сирийских общественных деятелей, писателей, учёных, гражданских активистов. В Заявлении 1000-и была выражена критика установившейся однопартийной системой государственного управления, и во многом повторялись положения, отражённые в Заявлении 99-и; в конце Заявления прозвучал призыв к установлению многопартийной демократии.

## Единоличное правление Баас
Сирийская Арабская Республика находилась под управлением партии Баас с 1963 года, и на момент начала политического кризиса, позже получившего название Дамасской весны, в стране официально действовало чрезвычайное положение (которое продолжало действовать до 2011 года). До окончания полномочий президента Хафеза Асада в связи со смертью, политическая активность оппозиционных сил находилась под контролем сирийского руководства. Примерно с 1980 года (с проведения конгрессов сирийского регионального отделения партии Баас) любая оппозиционная деятельность была фактически невозможной, что, с другой стороны, определило стабильность левого политического курса, которого придерживалось руководство САР.

## Появлениеmuntadayāt(«форумов»)
«Дамасская весна» во многом характеризовалась появлением и распространением так называемых  muntadayāt (в единственном числе muntadā), что можно перевести как «салон» или «форум», которые формировались по всей стране приблизительно с 1998 года, когда масштабы юридического преследования политических оппонентов существенно уменьшились. Это были полузаконспирированные общества, в состав которых входили представители творческой и академической интеллигенции, критиковавшие государственный строй. Участники таких «форумов» встречались в частных домах, а сообщения между ячейками этой оппозиционной сетевой структуры передавались исключительно из уст в уста без использования письменных способов передачи информации. Члены групп обсуждали вопросы политического устройства страны и ряд актуальных социальных вопросов. Большая часть такого рода «салонов» функционировала в Дамаске, однако со второй половины 1999 года они стали возникать и в других городах, преимущественно центрах мухафаз. Многие диссиденты Сирии примыкали к деятельности «салонов», в том числе и такие деятели культуры, которые официально декларировали свою аполитичность, например, сирийский режиссёр-документалист Омар Амиралай. Впоследствии члены Коммунистической партии Сирии и Баас также приняли участие в «салонных» дебатах, отстаивая идеологические установки своих политических сил, при этом ряд баасистов, активно дискутировавших на этих собраниях, исповедовали либерально-реформистские взгляды. «Салонные» дискуссии были посвящены также таким острым темам, как права женщин в сирийском обществе, реформам образовательной системы и проблеме нахождения Палестинской автономии в составе Израиля. 

## Форум Риада Сеифа
Одним из наиболее видных и влиятельных форумов, заявивших о себе во время «Дамасской весны», был Форум Риада Сеифа, основанный диссидентом-предпринимателем Риадом Сеифом, который, будучи прозападно ориентированным бизнесменом, выступал за установление политических свобод в стране. Риад Сеиф объединил «ведущие голоса интеллектуалов» после смерти Хафеза Асада и инициировал дискуссию на тему «Как сделать систему государственного управления Сирии открытой». Участники группы собирались в гостиной Риада Сеифа вечерами по средам; позже журналистка Робин Райт (один из наиболее авторитетных обозревателей ближневосточной политики США начала 2000-х) назвала эти «среды» «Форумом национального диалога». В конце концов Сеиф объявил о намерении сформировать собственную политическую партию, которая могла бы бросить вызов правящей партии Баас. Главная встреча «форумчан» состоялась 5 сентября 2001 года, и на ней сотни представителей гражданских организаций и оппозиционных группировок призвали к проведению демократических выборов в стране. Также лидеры форума призвали к началу акций гражданского неподчинения.

## Форум аль-Атасси
Другой форум, который также пользовался популярностью, был назван в честь известного панарабского националиста, писателя Джамала аль-Атасси, скончавшегося незадолго до начала Дамасской весны. Участники этого форума выступали за претворение в жизнь принципов, заявленных в Манифесте 99-и. В числе наиболее значимых требований были отмена смертной казни, ликвидация «особых судов» и отмена чрезвычайного положения, однако затем «форумчане» начали выступать за многопартийность и проведение «свободных» выборов. Участники ключевых форумов активно выступали за разрешение основывать политические партии и общественные организации. Фактически все участники форумов выступали за скорейшую отмену 8-й статьи Конституции Сирии, согласно которой «Партия арабского социалистического возрождения управляет государством и обществом».

## Уступки правительства Сирии. Аресты и приговор суда
Правительство Сирии прислушалось к протестам и освободило к ноябрю 2000 года более сотни политических заключённых, а также закрыло тюрьму Меззен в пригороде Дамаска. В то же время редактор государственной газеты Tihsrin выступил за создание комитета, в состав которого могли бы войти самые видные представители интеллигенции, выступавшие за перемены в обществе и политической жизни страны. В этот комитет могли бы войти Махер Шариф, палестинский публицист, историк, один из ярких представителей арабского марксистского движения, а также Ахмат Баркави и Юсуф Саламех. Между тем, оппозиционные деятели выступили с критикой этой инициативы. Понимая, что ситуация может выйти из под контроля, в 2001 году правительственные органы решили положить конец политической нестабильности в условиях «Дамасской весны», и службы правопорядка разогнали форумы, подвергнув аресту ряд оппозиционеров.  В итоге Риад Сеиф и девять его сподвижников были арестованы вскоре после проведения этого собрания по обвинению в антиправительственной деятельности, направленной на подрыв государства. Риад Сеиф и Мамуд аль-Хомси были обвинены в попытке изменения конституции страны незаконными способами. Они были приговорены Уголовным судом Дамаска к 5 годам тюрьмы, в то время как другие восемь активистов-оппозиционеров были приговорены Верховным судом Сирии к разным срокам тюремного заключения. Среди низ были «дедушка сирийской оппозиции» Риад аль-Тюрк (многолетний генеральный секретарь Компартии Сирии); декан факультета экономики Дамасского университета Алеф Далила; Валид аль-Бунни (будущий руководитель Национальной коалиции сирийских революционных и оппозиционных сил); врач и художник Камаль аль-Лабвани, а также оппозиционеры Хабиб Салих, Хасан Саадун, Хабиб Иса и Фавваз Телло. Все они были освобождены в январе 2006 года.

## Влияние Братьев-мусульман
В свою очередь, форум Атасси был закрыт после того, как на нём был официально зачитан манифест Братьев-мусульман, радикально-исламистской организации, запрещённой в Сирии, поскольку в 1980-е годы боевики этой организации, выступавшие против правления Асада, убили в результате диверсий и покушений несколько тысяч государственных чиновников и членов Баас. Таким образом, сирийское правительство, демонстрировавшее лояльность и гибкость в отношении с участниками оппозиционных «форумов», отреагировало на усугубление пропаганды идеологии Братьев-мусульман и показало, что имеются определённые «красные линии», преступать которые нельзя.

## Последствия
Впоследствии сирийские интеллектуалы-оппозиционеры не участвовали в собраниях и не проводили значимые протестные акции вплоть до февраля 2005 года, когда в результате покушения в Бейруте был убит премьер-министр Ливана Рафик Харири, после чего западные дипломаты обвинили Сирию в нарушении условий договора и нежелании выводить сирийский военный контингент с территории Ливана. Вскоре, 20 октября 2005 года в ООН был зачитан черновой вариант доклада группы следователей, занимавшихся расследованием убийства, во главе с немецким судьёй Детлевом Мелисом, в котором было указано, что ряд правящих политиков Ливана и сирийское руководство несут ответственность за организацию взрыва, в результате которого погиб Харири. В ходе разбирательств по этому громкому политическому убийству внутренняя оппозиция в Сирии начала объединяться; в частности, активист гражданских оппозиционеров Ливана и Сирии Виссам Тариф призывал к установлению демократических прав и свобод в Сирии. Вскоре он был выдворен из САР. 
В октябре 2005 (на фоне обнародования доклада Мелиса в ООН) активисты-оппозиционеры приняли декларацию с требованиями демократизации Сирии — в числе разработчиков этой декларации были радикальные активисты Братьев-мусульман. Декларация была названа «Дамасской декларацией», а в её принятии участвовал Абдулразак Эид. И в дальнейшем сирийское правительство, в контексте новых протестных акций 2005—2006 годов, подверглось сильнейшему политическому и экономическому давлению, преимущественно со стороны западных государств.